# 1 Dywizja Górska (Bundeswehra)
1 (8) Dywizja Górska – górski związek taktyczny Bundeswehry.

## Struktura organizacyjna
Organizacja w 1989:
- dowództwo dywizji – Garmisch-Partenkirchen
- 22 Brygada Zmechanizowana Oberland – Murnau am Staffelsee
- 23 Brygada Piechoty Górskiej – Bad Reichenhall
- 24 Brygada Pancerna Niederbayern – Landshut
- 56 Brygada Obrony Terytorialnej – Oberhausen-Kreut
- 8 górski pułk artylerii – Landsberg am Lech
- 8 górski pułk przeciwlotniczy – Kirchham